# Saint-Cirq-Souillaguet
Saint-Cirq-Souillaguet è un comune francese di 149 abitanti situato nel dipartimento del Lot nella regione dell'Occitania.

## Società

### Evoluzione demografica
Abitanti censiti